# Gebrüder Ott
Die Gebrüder Martin und Valentin Ott waren Anfang des 20. Jahrhunderts als Architekten im heutigen Stadtteil Obermenzing von München tätig.

## Leben
Der Vater von Martin Ott (1883–1957) und Valentin Ott (1886–1973), Johann Martin Ott (* 1856 in Rimpach), lehrte ab 1902 als Hauptlehrer an der Volksschule in Obermenzing an der Pippinger Straße. Mit seiner Frau Elisabeth Ott geb. Birnkammer (* 1860 in Moosburg an der Isar) hatte er fünf Söhne: Konrad (1882–1936), Martin, Max (1885–1935), Valentin (auch Valle genannt) und Franz (* 1889).
Im Jahr 1909 gründeten die Brüder Martin und Valentin Ott in Obermenzing ein Architekturbüro und errichteten zahlreiche Bauten in Pasing und Obermenzing.

## Bauwerke (Auswahl)
- 1910: Mehrfamilienhaus in Pasing, Josef-Retzer-Straße 42
- 1911: Villa in Pasing, Offenbachstraße 9
- 1911: Doppelhaushälfte in Pasing, Peter-Vischer-Straße 3
- 1911: Erweiterung des Gasthofs Alter Wirt in Obermenzing, Dorfstraße 39
- 1911: Wohnhausgruppe in Obermenzing, Lützowstraße 6–10
- 1911: Doppelvilla, Lützowstraße 16/18
- 1911: Mehrfamilienhaus in Pasing, Gräfstraße 64
- 1912: Villa Alte Allee 29 in Obermenzing
- 1912: Gasthaus zur Linde in Pasing, Baumbachstraße 9
- 1913: Mehrfamilienhaus in Pasing, Gräfstraße 58
- 1913: Mehrfamilienhaus in Pasing, Josef-Retzer-Straße 33
- 1913: Villa in Pasing, Dachstraße 38/40
- 1914: Villa in Pasing, Hildachstraße 17
- 1914: Wohnanlage „Arbeiterheim“ in Pasing, Peter-Putz-Straße 6, 8, 10
- 1914: Villa in Pasing, Dachstraße 44
- 1920: Villa in Pasing, Planegger Straße 130
- 1922: Villa in Solln, Grünbauerstraße 63
- 1925: Mehrfamilienhausgruppe in Pasing, Peter-Putz-Straße 3/5/7
- 1925: Direktionsgebäude der Leistenfabrik Berne in Pasing, Fritz-Berne-Straße 49
- 1926: Feuerwehrhaus in Obermenzing
- 1929: Erweiterungs- und Umbauten am Institut der Englischen Fräulein in Pasing
- 1929: Erweiterung des Schulhauses in Obermenzing, Grandlstraße
- 1936: Direktionsvilla der Papierfabrik Pasing, Planegger Straße

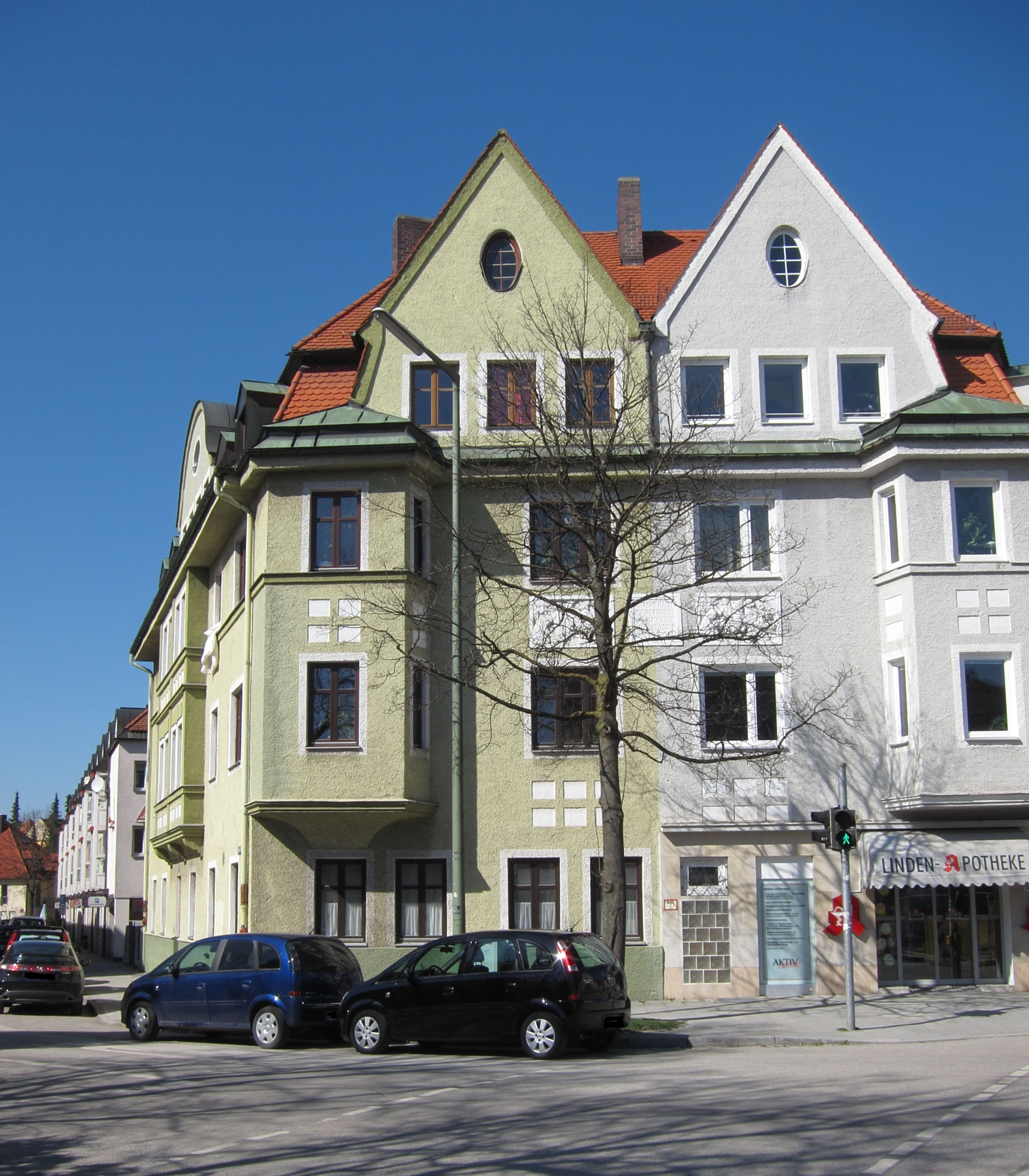
Doppelhaushälfte Josef-Retzer-Straße 42
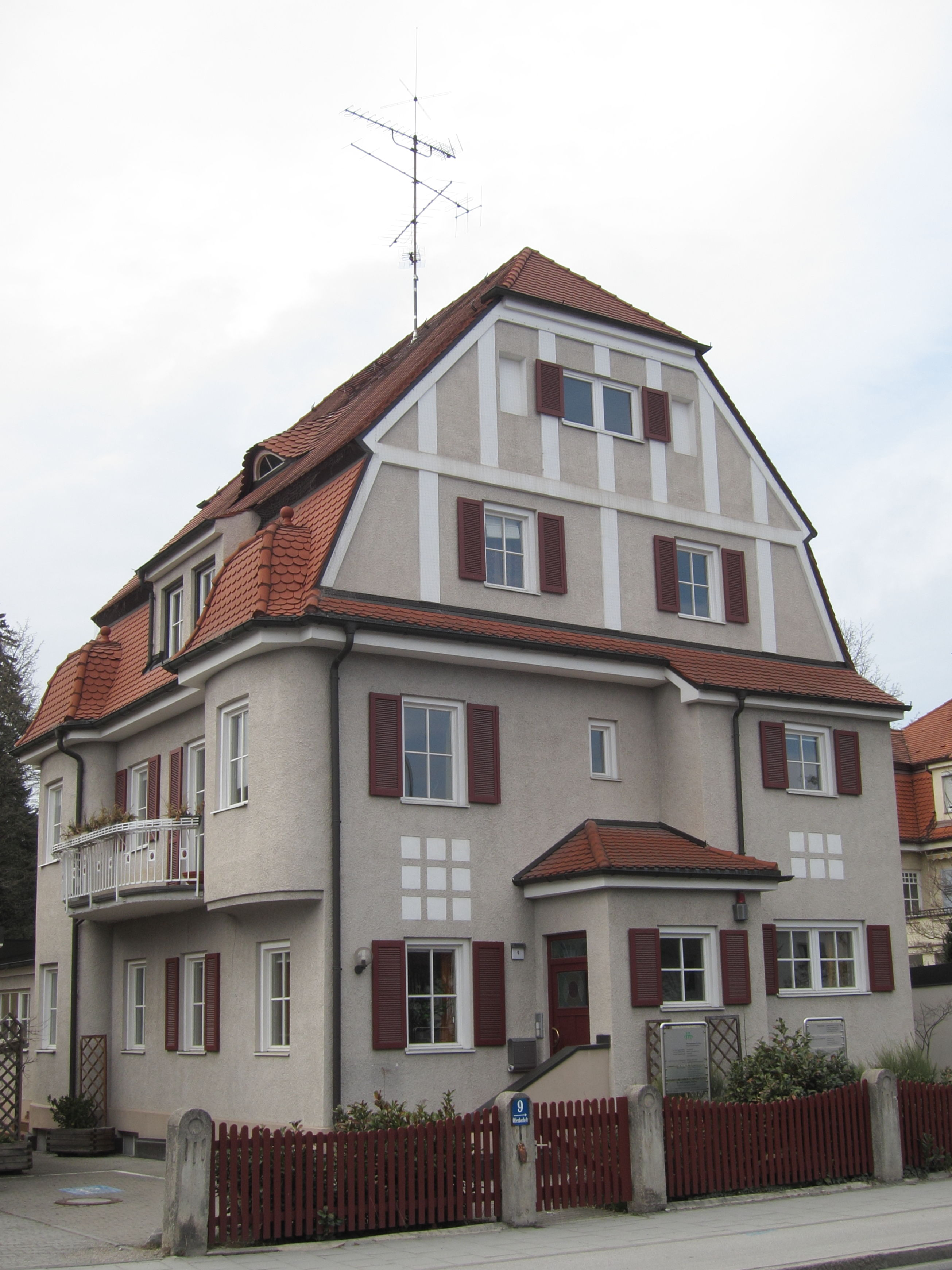
Villa Offenbachstraße 9
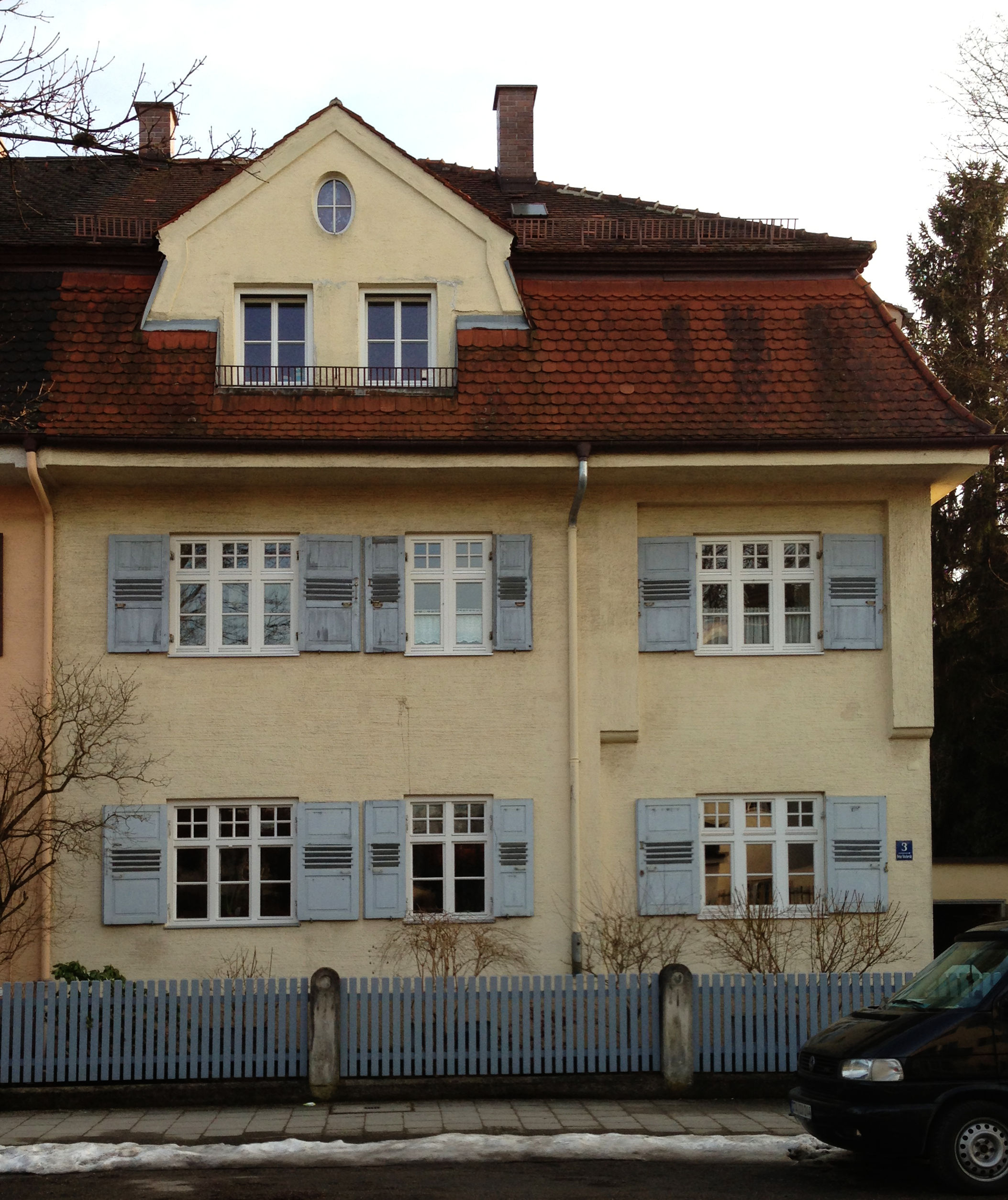
Doppelhaushälfte Peter-Vischer-Straße 3
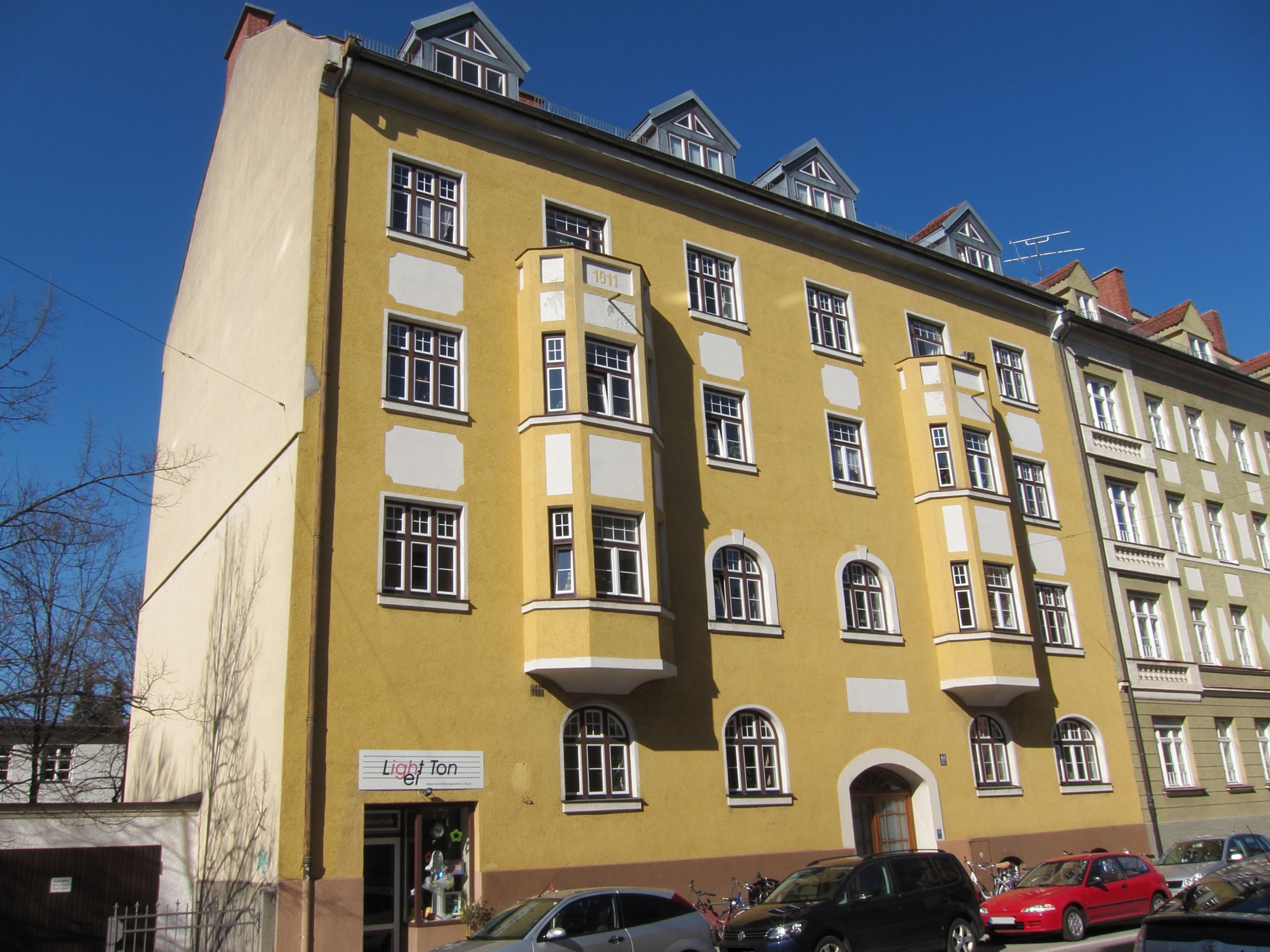
Mehrfamilienhaus Gräfstraße 64
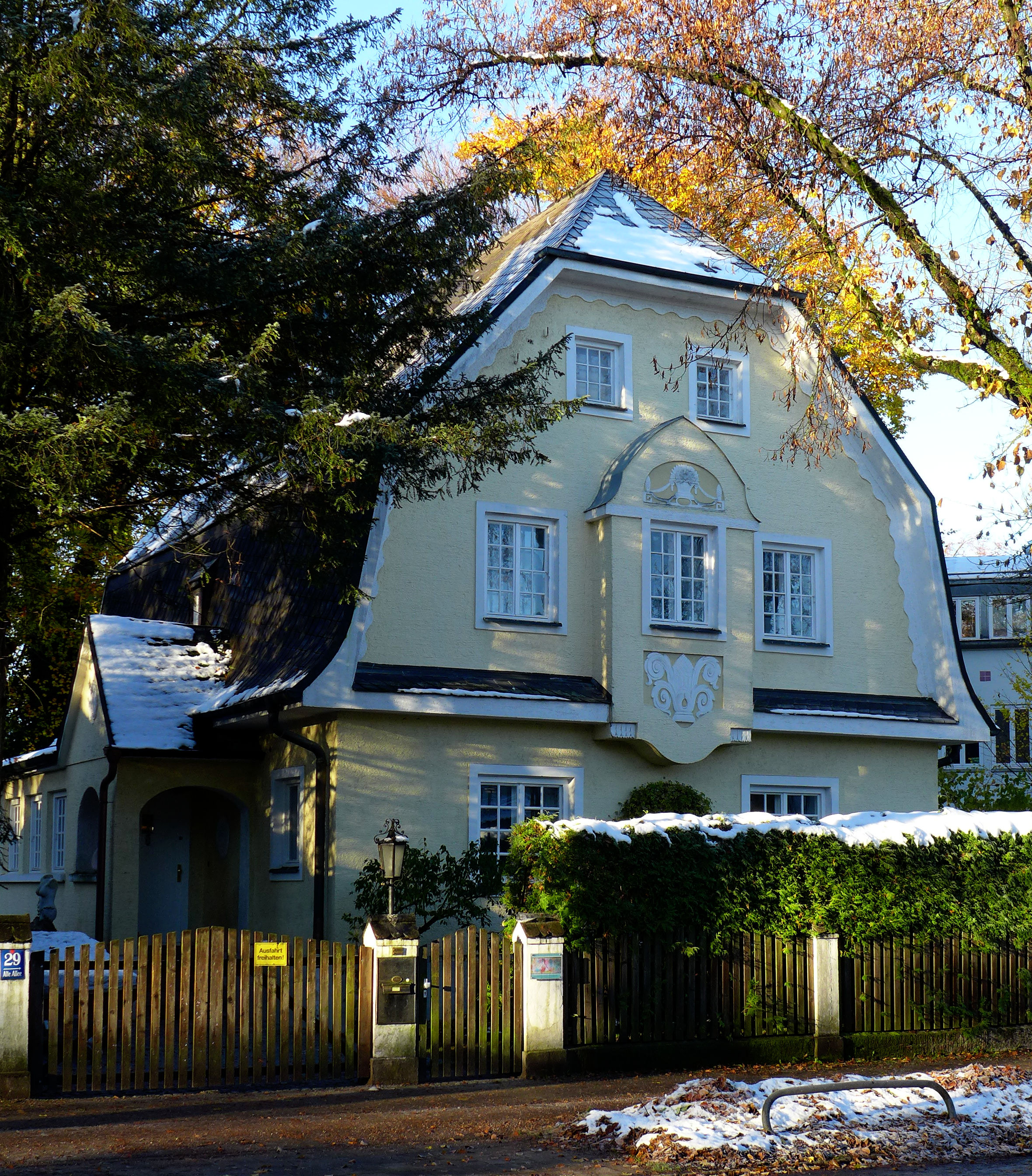
Villa Alte Allee 29
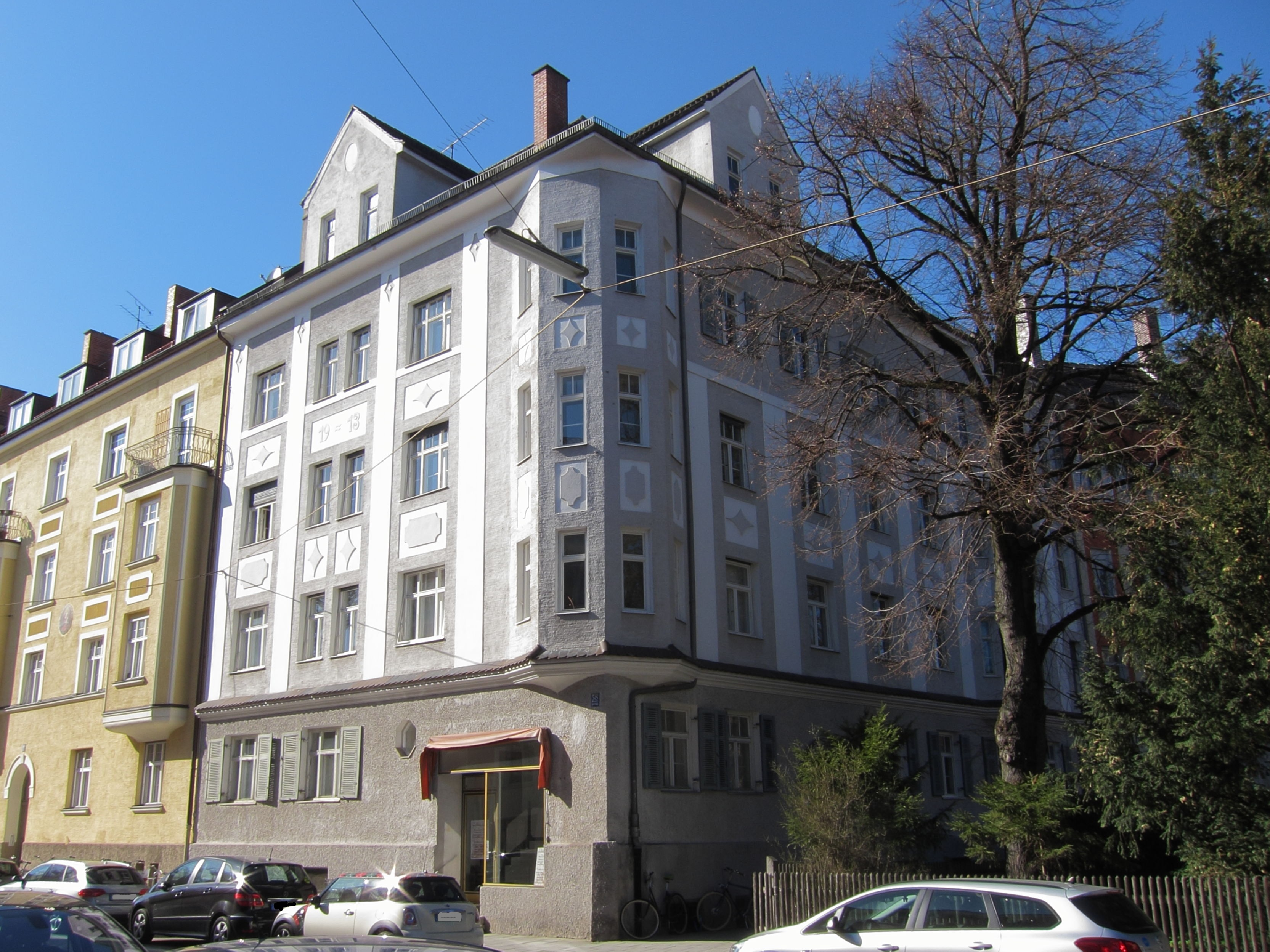
Mehrfamilienhaus Gräfstraße 58
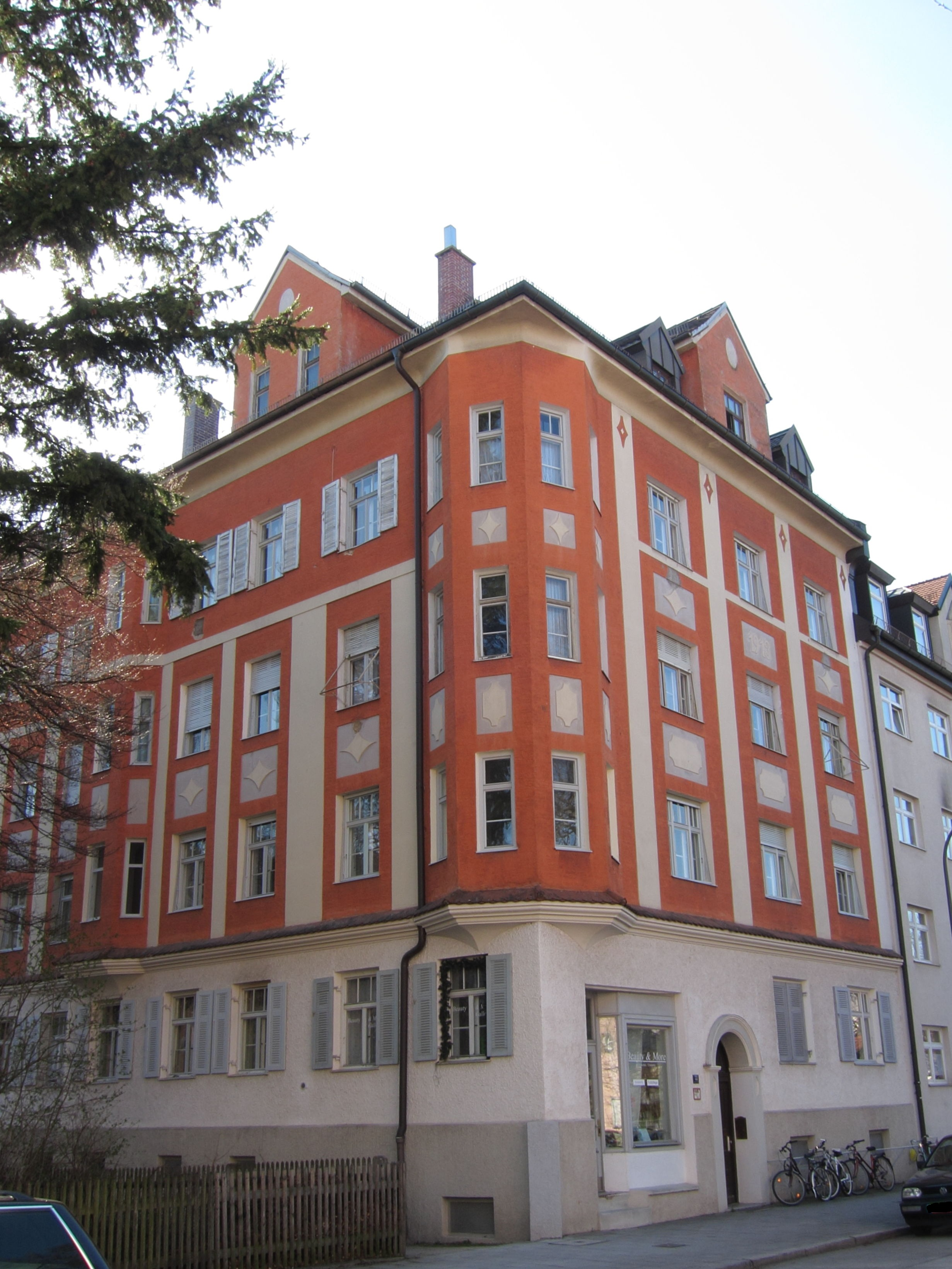
Mehrfamilienhaus Josef-Retzer-Straße 33
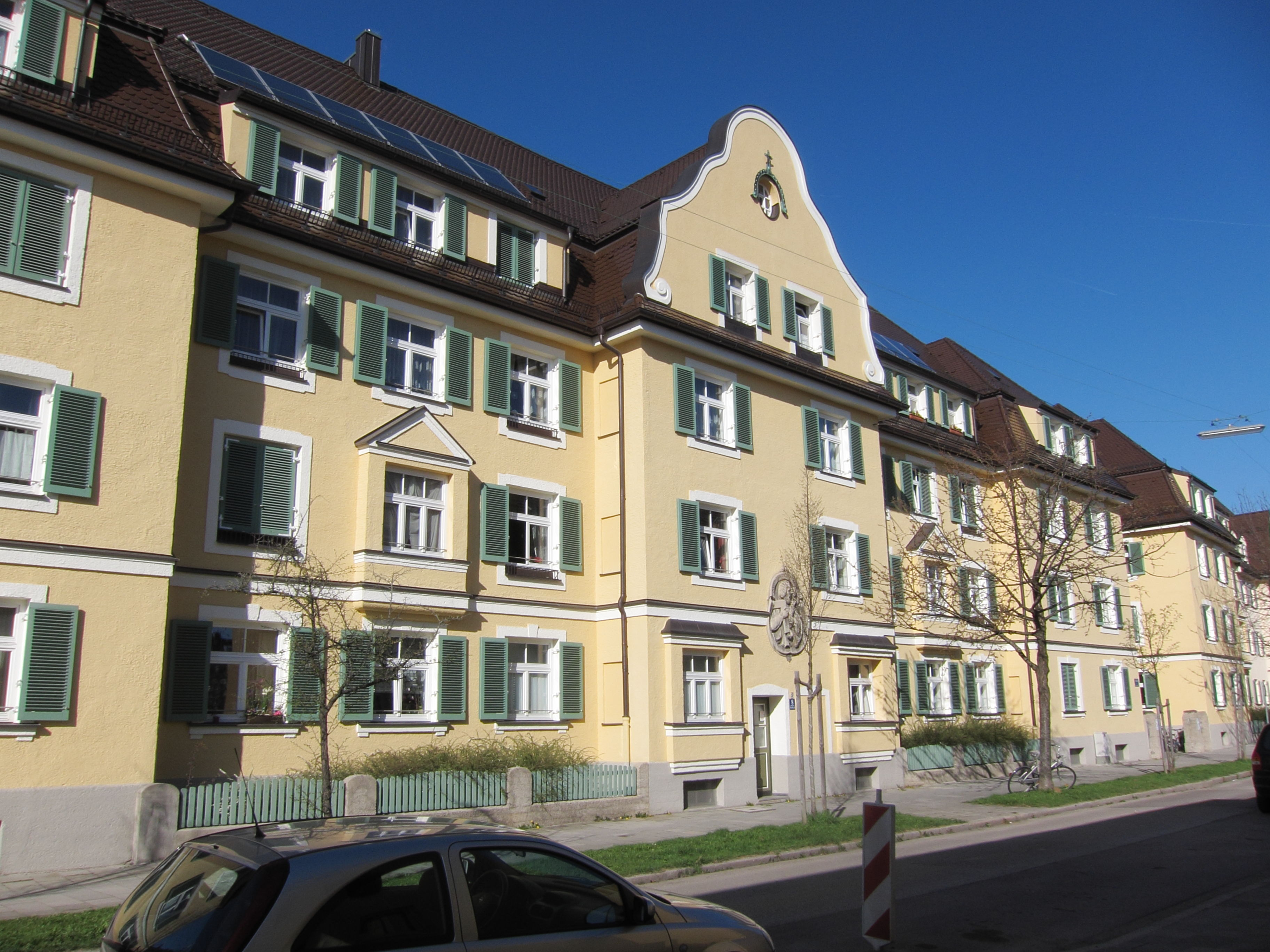
Wohnanlage Peter-Putz-Straße 6, 8, 10
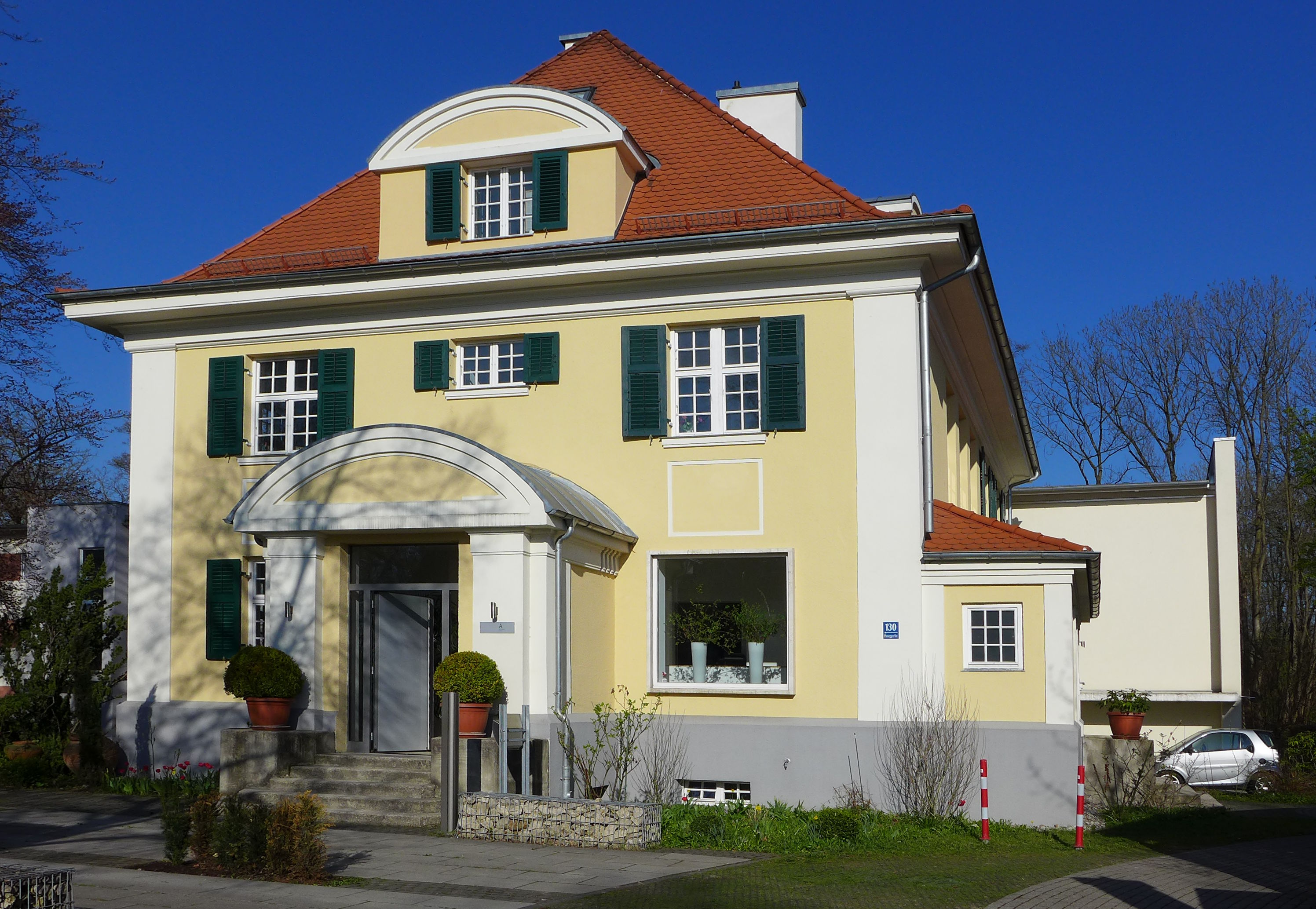
Villa Planegger Straße 130
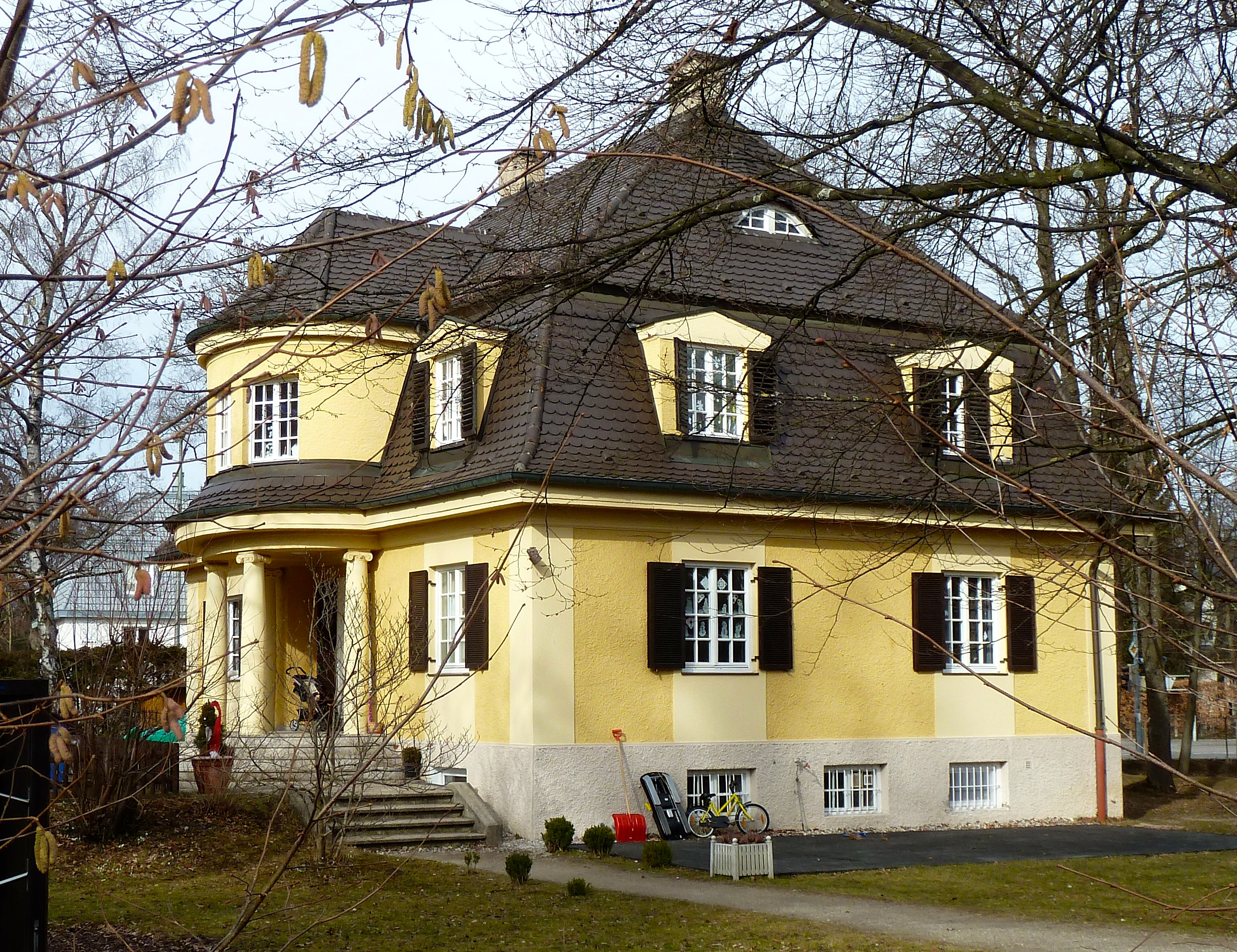
Villa Grünbauerstraße 63
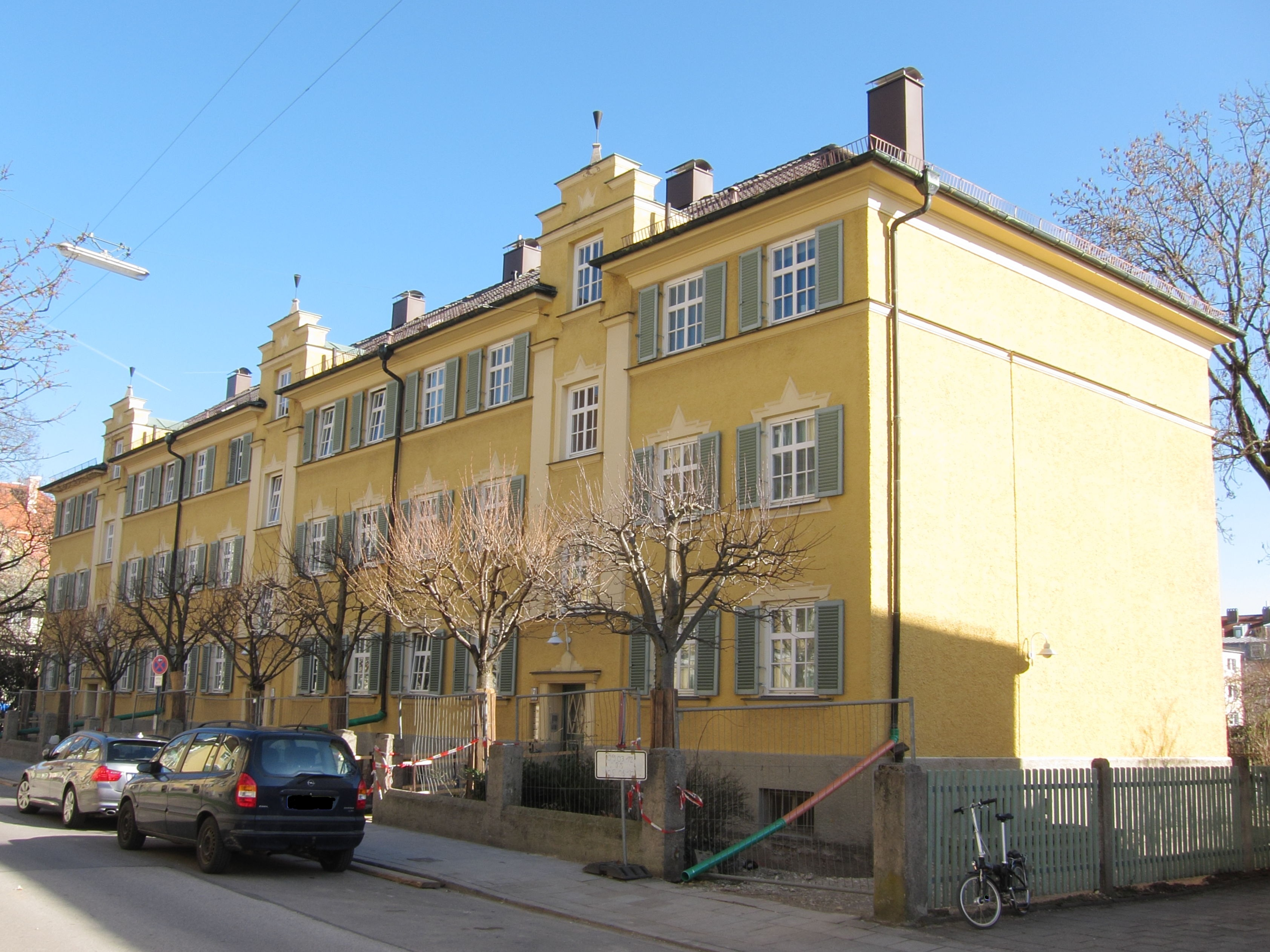
Mehrfamilienhausgruppe Peter-Putz-Straße 3/5/7
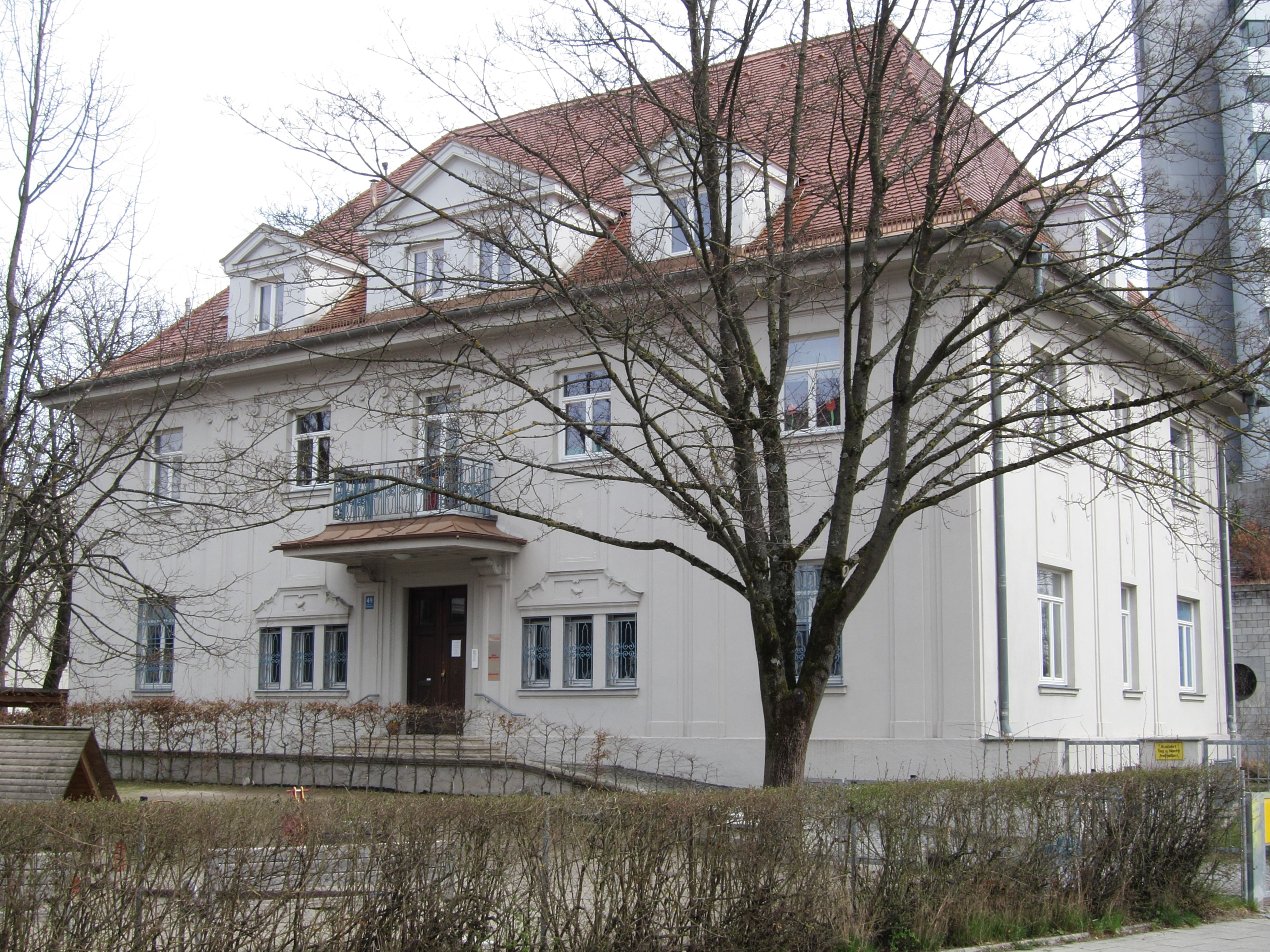
Direktionsgebäude der Leistenfabrik Berne